# 橋本裕貴
橋本 裕貴（はしもと ゆうき、1994年10月20日 - ）は、神奈川県出身のサッカー選手、フットサル選手。ポジションはサッカーはMF、フットサルではアラ。

## 来歴
中京大学から2017年3月に福島ユナイテッドFCに加入した。
2018年8月にJFLのラインメール青森FCに期限付き移籍。
2018年、福島ユナイテッドとの契約満了。またラインメール青森との期限付き移籍の契約も満了となった。
2019年3月にY.S.C.C.横浜フットサルに加入。
2022-23シーズンよりFリーグに復帰したヴォスクオーレ仙台に移籍。
愛称:ディ・マリア

## 所属クラブ
ユース経歴
- 上溝FC
- 町田JFC
- 桐光学園高校
- 中京大学

プロ経歴
- 2017年 -  2018年  福島ユナイテッドFC
  - 2018年8月 - 12月  ラインメール青森FC（期限付き移籍）

フットサル歴
- 2019年 - 2022年 Y.S.C.C.横浜フットサル
- 2022年 - ヴォスクオーレ仙台

## 個人成績
| 国内大会個人成績 | 国内大会個人成績 | 国内大会個人成績 | 国内大会個人成績 | 国内大会個人成績 | 国内大会個人成績 | 国内大会個人成績 | 国内大会個人成績 | 国内大会個人成績 | 国内大会個人成績 | 国内大会個人成績 | 国内大会個人成績 |
| 年度             | クラブ           | 背番号           | リーグ           | リーグ戦         | リーグ戦         | リーグ杯         | リーグ杯         | オープン杯       | オープン杯       | 期間通算         | 期間通算         |
| 年度             | クラブ           | 背番号           | リーグ           | 出場             | 得点             | 出場             | 得点             | 出場             | 得点             | 出場             | 得点             |
| 日本             | 日本             | 日本             | 日本             | リーグ戦         | リーグ戦         | リーグ杯         | リーグ杯         | 天皇杯           | 天皇杯           | 期間通算         | 期間通算         |
| ---------------- | ---------------- | ---------------- | ---------------- | ---------------- | ---------------- | ---------------- | ---------------- | ---------------- | ---------------- | ---------------- | ---------------- |
| 2017             | 福島             | 18               | J3               | 3                | 0                | -                | -                | -                | -                | 3                | 0                |
| 2018             | 福島             | 18               | J3               | 0                | 0                | -                | -                | -                | -                | 0                | 0                |
| 2018             | 青森             | 28               | JFL              | 4                | 1                | -                | -                | -                | -                | 4                | 1                |
| 通算             | 日本             | 日本             | J3               | 3                | 0                | -                | -                | -                | -                | 3                | 0                |
| 通算             | 日本             | 日本             | JFL              | 4                | 1                | -                | -                | -                | -                | 4                | 1                |
| 総通算           | 総通算           | 総通算           | 総通算           | 7                | 1                | -                | -                | -                | -                | 7                | 1                |

- Jリーグ初出場 : 2017年5月21日 明治安田生命J3リーグ第9節 栃木SC戦（栃木県グリーンスタジアム）

## 選抜歴
- 2013年 日本高校選抜
  - 選考合宿メンバ－
- 2016年 東海・北信越大学選抜

## タイトル
- 2013年 - 第91回全国高等学校サッカー選手権大会優秀選手[6]